# Саранськ (аеропорт)
Аеропорт Саранськ(IATA: SKX, ICAO: UWPS) — міжнародний аеропорт у Мордовії, Росія. Розташований за 7 км на захід від Саранську.

## Приймаємі типи повітряних суден
Ан-12, Ан-24, Ан-26, Ан-28, Ту-134, Як-40, Як-42, Let L-410 «Turbolet», Bombardier CRJ 100/200, DA-40, Embraer EMB 120 Brasilia, Cessna 208, ATR 72, Boeing 737, Embraer ERJ-145, Embraer E-190, Sukhoi Superjet 100 і більш легкі, гелікоптери всіх типів

## Авіалінії та напрямки
| Авіакомпанія      | Пункт призначення                                                |
| ----------------- | ---------------------------------------------------------------- |
| Aeroflot          | Москва-Шереметьєво                                               |
| Nordwind Airlines | Москва-Шереметьєво, Сімферополь                                  |
| RusLine           | Москва-Внуково (з 16 вересня 2019),, Єкатеринбург Сезонний: Сочі |
| S7 Airlines       | Ст Петербург                                                     |

## Подія
5 лютого 2024 року літак російської авіакомпанії Sukhoi Superjet 100, який виконував рейс Москва — Саранськ, під час приземлення викотився за межі злітно-посадкової смуги та застряг у снігу близько на 10 метрів. На борту перебували 93 особи (6 членів екіпажу та 87 пасажирів), серед яких відомі у росії фігуристи Тетяна Тарасова, Світлана Соколовська та Олексій Тихонов, які прямували на першість росії серед юніорів з фігурного катання. Аеропорт тимчасово закривався на прийом та випуск повітряних суден для евакуації Superjet 100.